# 1997년 대한민국의 영화 목록
다음은 1997년에 개봉됐던 대한민국의 영화 목록이다.

## 목록
- 3인조
- K.K 훼미리 리스트
- 검으나 땅에 희나 백성
- 그는 나에게 지타를 아느냐고 물었다
- 깊은 슬픔
- 꽃을 든 남자
- 나쁜 영화
- 난중일기
- 낮은 목소리 2
- 내 안에 우는 바람
- 넘버 3
- 똑바로 살아라
- 로케트는 발사됐다
- 마리아와 여인숙
- 마지막 방위
- 모텔 선인장
- 미스터 콘돔
- 바리케이드
- 박대박
- 백수스토리
- 베이비 세일
- 불새
- 블랙잭
- 비트
- 쁘아종
- 삘구
- 사랑 그리고 죽는 연습
- 사이버전사
- 산부인과
- 스카이 닥터
- 스커트 속의 드라마
- 시간은 오래 지속된다
- 아버지
- 애니깽
- 야생동물보호구역
- 억수탕
- 오디션
- 올가미
- 용병이반
- 의적 임꺽정
- 인샬라
- 인연
- 일팔일팔
- 전사 라이안
- 접속
- 지상만가
- 창
- 체인지
- 초록물고기
- 캘리포니아
- 큐
- 크레이지 댄스
- 테러리스트 2
- 파트너
- 패자부활전
- 편지
- 표류일기
- 할렐루야
- 현상수배
- 홀리데이 인 서울

## 참고 자료
- KOFIC 영화데이터베이스